# WLL
WLL (ang. Wireless Local Loop), Bezprzewodowa Pętla Abonencka jest to system, który łączy końcowego użytkownika z publiczną komutowaną siecią telefoniczną, używając sygnałów radiowych jako substytutu miedzianego łącza przewodowego.

## Budowa i zasada działania
Gdy część dostępowa zrealizowana jest w sposób bezprzewodowy, rolę koncentratora pełnić może stacja bazowa. Bezprzewodowe pętle abonenckie, nazywane także radiowymi sieciami dostępowymi, wypełniają obszar na pograniczu sieci stałej i systemów radiokomunikacji ruchomej. Ze względu na stosunkowo niskie koszty inwestycji, systemy bezprzewodowych pętli abonenckich są chętnie instalowane na obszarach nisko zurbanizowanych. Realizacje bezprzewodowych pętli abonenckich bazują w znacznym stopniu na rozwiązaniach znanych z systemów komórkowych. Zasadnicza różnica polega na tym, że systemy komórkowe projektowane są według wypracowanych standardów takich, jak CDMA, TDMA lub GSM. Natomiast systemy WLL mogą być budowane zgodnie z własnymi standardami dopasowanymi do potrzeb konkretnego klienta. Istotną wadą bezprzewodowych pętli abonenckich jest ograniczona mobilność użytkowników. O ile od systemów komórkowych wymaga się obsługi nieograniczonego przemieszczania się użytkowników, to systemy WLL dopuszczają mobilność tylko w obszarze pokrytym przez daną stację radiową. Jedną z realizacji bezprzewodowej pętli abonenckiej jest budowa kilku niezależnych łączy typu punkt-punkt, które zastępują transmisję rozsiewczą właściwą dla innych konfiguracji WLL. Rozwiązanie takie nosi nazwę punkt-wielopunkt (PMP – ang. Point-Multipoint). Systemy PMP pracujące w paśmie 1,5–2,4 GHz stały się dość popularne w Polsce od połowy lat 90.

## Różne rodzaje systemów radiowych
Ze względu na zasady działania systemów radiowych, stosowanie odmiennych technologii, a także osiągane zasięgi komunikacji wyróżnia się klasy systemów radiowych jako:

### Sieć mobilna (komórkowa)
- wąskopasmowe systemy komórkowe (NMT, GSM, PCS), działające w zasięgu 8–35 km, dla obszarów o dużej gęstości abonentów,
- szerokopasmowe systemy komórkowe (TDMA, CDMA i inne),
- Personal Handy-Phone System (PHS jest stosowany w Japonii).

### Sieci stałe lub lokalne
- systemy krótkiego zasięgu, do 5 km (CT2, CT3, DECT), dla obszarów o dużej gęstości abonentów,
- szerokopasmowe systemy dwupunktowe (klasy PMP, LMDS), działające w zasięgu od kilku do 50 km,
- IEEE 802.11, pierwotnie zaprojektowany z myślą o mobilnym Internecie i usługach dostępu do sieci krótkiego zasięgu, stał się faktycznym standardem dla bezprzewodowej pętli lokalnej,
- WiMAX to bezprzewodowa technologia przesyłania sygnału na duże odległości, nawet do 50 km od nadajnika i z prędkością do 75 Mb/s.

## Inne terminy opisujące to samo pojęcie
- Szerokopasmowy dostęp bezprzewodowy – Broadband Wireless Access (BWA),
- radio w pętli lokalnej – Radio In The Loop (RITL),
- stały dostęp radiowy – Fixed-Radio Access (FRA),
- stały dostęp bezprzewodowy – Fixed Wireless Access (FWA),
- Metro Wireless (MW).

## Producenci
- Huawei,
- Sony Ericsson,
- Axell Wireless,
- Atheros,
- Broadcom,
- ClearAccess,
- Conexant.